# استبداد شرقی
دیکتاتوری شرقی یا استبداد شرقی به نوع خاصی از حکومت‌های استبدادی گفته می‌شود که با تعریف معمول دیکتاتوری تطابق ندارد. از آنجا که این سیستم بیشتر در کشورهای شرقی یا آسیایی موجود بوده و هست دیکتاتوری شرقی یا شیوه تولید آسیایی به آن گفته شده‌است. برخلاف تعریف دیکتاتوری در این نوع طبقه اشراف استقلال نداشته و شاه یا رئیس حکومت اشراف را می‌تواند تغییر دهد یا حتی به قتل برساند. درحالی‌که در تعریف دیکتاتوری قشر اشراف شاه را مورد حمایت قرار می‌دهند. در سیستم دیکتاتوری شرقی معمولاً با تغییر سلسله یا حتی شاه طبقه اشراف هم تغییر می‌کنند.
مارکس در یک سلسله آثار خود شیوه تولید آسیایی و جامعه کهن آسیایی را مورد تحلیل قرار می‌دهد و از آن جمله می‌نویسد:
«شرایط اقلیمی، وضع زمین، فضای عظیم، بیابانی که از صحرای آفریقا از طریق عربستان و ایران و هندوستان و تاتارستان، تا ارتفاعات فلات آسیا ممتد است سیستم آبیاری مصنوعی را به کمک ترعه‌ها و تأسیسات آبیاری، پایه زراعت شرقی کرده‌است.» و «ضرورت بدیهی استفاده صرفه جویانه از آب… در شرق ناگزیر مداخله قدرت متمرکز دولت را می‌طلبد. منشأ آن وظیفه اقتصادی یعنی به ویژه وظیفه سازمان دادن امور عمومی که دولت‌های آسیایی مجبور بودند اجراء کنند، از همین جاست».
علت اصلی این نام‌گذاری وضعیت آب در این مناطق است. آب در مشرق زمین بسیار کمتر از مغرب یافت می‌شود، بر این اساس جمعیت در این مناطق به‌طور متمرکز گسترش یافته‌است. به عبارت دیگر کمبود منابع آب باعث شده هرجا آبی کشف شده بلافاصله مردم به آنجا هجوم آورده و آبادی تشکیل دهند و مدام این آبادی گسترش یابد. نتیجهٔ این روند این شد که مراکز جمعیتی در این مناطق بر محور آب متمرکز شوند برخلاف غرب خصوصاً اروپا که شاهد فاصلهٔ زیاد کانونهای جمعیتی هستیم زیرا آب وجود داشته‌است. نکتهٔ مهم دیگر اینکه چون آب نایاب و در اعماق زمین یافت می‌شد نیاز به حفر چاه و قنات و… بوده‌است. از آنجا که مخارج این نوع عملیاتها از عهده کشاورزان ساده برنمی‌آمده‌است، به ناچار به پادشاه یا هر صاحب قدرت و ثروتی رجوع می‌کردند واین روند زمینه‌ساز وابستگی مردم به این قدرت می‌شد و نتیجهٔ آن ایجاد شرایط مناسب برای حکومت‌های استبدادی می‌شد. حکومت استبدادی که پایهٔ اصلی آن احتیاج مردم به آب و مشخصهٔ بارز آن وسعت قلمروی آن‌ها به خاطر سرزمینهای وسیع و جمعیتهای متمرکز که به راحتی قابل اعمال حاکمیت بودند. گرچه به مرور زمان از لحاظ انسان‌شناسی تا حدی پایه‌های نظریه استبداد شرقی و تأثیر آن بر رفتار مردمان شرق دچار تزلزل شد.

## پیوندها
- شیوه تولید آسیایی
- سلطانیسم